# Camminando verso
Pour plus de détails, voir Fiche technique et Distribution.
Camminando verso (littéralement, Marcher vers) est un film italien de 2011 réalisé par Roberto Cuzzillo.

## Synopsis
Irène est une jeune Bosniaque immigrée à Rome qui vit en colocation et en couple avec Antonia. En Bosnie, Irène vivait dans la violence et ce passé peu glorieux lui pèse et
ne veut à aucun prix que son amante Antonia en prenne connaissance.

## Fiche technique
- Titre : Camminando verso
- Titre international : Walking Towards
- Réalisation : Roberto Cuzzillo
- Scénario : Carla Scicchitano
- Producteur : Fabrizio Sapino
- Société de production : SAP11
- Musique :
- Pays d'origine :  Italie
- Langue d'origine : italien
- Genre : Drame, romance saphique
- Durée : 74 minutes (1 h 14)
- Date de sortie : 
  -  Italie 1er mai 2011 (Torino LGBT Film Festival)
  -  États-Unis 25 juin 2011 au Festival du film Frameline
  -  Danemark 23 octobre 2011 au MIX Copenhagen

## Distribution
- Fiorenza Tessari : Antonia
- Anastazija Vidmar : Irene
- Amel Orucevic : Goran
- Carlo Barbero

## Distinctions
Le film est présenté dans plusieurs festivals, entre autres : Festival du film Lovers 2011, Festival du film Frameline 2011, Berlinale 2012 : sélection Talent Campus, MIX Copenhagen 2012. 